# Anders Svendsen
Anders Svendsen, född 26 november 1843 på Stenmarksgården vid Ringsted, död 1 november 1912, var en dansk agronom.
Svendsen gick först i folkskolan och kom, 18 år gammal, till Hindholm højskole och 1867 på Landbohøjskolen, där han 1869 tog lantbruksexamen. Han var därefter lärare vid lantbruksavdelningen på Hindholm, varefter han i september 1871 blev föreståndare för Tune skole vid Taastrup, som samtidigt ombildades från högskola till lantbruksskola. Han förestod skolan till 1 oktober 1896, då han av hälsoskäl tvingades dra sig tillbaka. Under dessa 25 år besökte över 3000 unga män och kvinnor skolan i Tune, som under Svendsens ledning och med Christen Christensen som fast lärare fick stort inflytande.
I början av 1870-talet blev Svendsen även bland annat även lantmannaföreningsordförande och amtsrådsmedlem. Han utvecklade efterhand en tämligen betydande litterär verksamhet. Han utgav således skrifter som Mælkeriregnskab, Fodringsregnskab och Vejledning til fodermidlernes anvendelse til malkekvæg samt skrev ett stort antal artiklar i fackpressen, särskilt i "Vort landbrug". Hans två huvudarbeten är Fodringslæren (1886; femte upplagan 1898) och Kvægavl og kvægopdræt (1893; ny upplaga 1899).